# Stacey Augmon
 (octobre 2019).
Si vous disposez d'ouvrages ou d'articles de référence ou si vous connaissez des sites web de qualité traitant du thème abordé ici, merci de compléter l'article en donnant les références utiles à sa vérifiabilité et en les liant à la section « Notes et références ».
Stacey Augmon (né le 1er août 1968 à Pasadena en Californie) est un ancien joueur de basket-ball ayant évolué en NBA. Surnommé "Plastic Man" en raison de sa ressemblance avec le super-héros, il joua dans la ligue américaine de 1991 à 2006.

## Biographie
Médaillé de bronze avec États-Unis aux Jeux olympiques d'été de 1988, Augmon réalise une carrière universitaire remarquée aux UNLV Runnin' Rebels aux côtés de joueurs tels que Larry Johnson et Greg Anthony, puis il intègre les Hawks d'Atlanta lors de la Draft 1991 de la NBA (9e choix). Après cinq saisons en Géorgie, il quitte Atlanta pour jouer avec les Pistons de Détroit, puis les Trail Blazers de Portland, les Hornets de la Nouvelle Orléans et le Magic d'Orlando. En 2006 son contrat est rompu par le Magic, et Stacey Augmon devient agent libre. Recruté par les Nuggets de Denver comme joueur, il ne put finaliser son contrat. Il fut alors intégré à l'équipe technique des Nuggets.
Augmon a participé au Slam Dunk Contest lors du NBA All-Star Week-end 1992, mais sa performance (7e sur 7 avec 79,5) est passé relativement inaperçue.

## Polémique
Durant la saison 2004-2005 chez le Magic d'Orlando, Stacey Augmon a défrayé la chronique en refusant de parler aux médias, ce qui constitue une violation des lois de la NBA. Lors d'une interview le 13 mars 2005, Augmon s'est également emporté contre un journaliste du Orlando Sentinel, qualifiant sa question de stupide.
Peu après, lorsqu'un reporter du Florida Today lui a annoncé que les médias avaient préféré interviewer son coéquipier Steve Francis et pas lui, Augmon entra dans une grande colère, insultant le journaliste et lui lançant une bouteille pleine, qui heureusement ne fit que l'éclabousser. Pour se faire pardonner, Augmon offrit au reporter un costume italien.

## Palmarès
Universitaire
- Champion NCAA en 1990 avec les Rebels d'UNLV.

Sélection nationale
- Médaille de bronze aux Jeux olympiques d'été de 1988.

## Pour approfondir